# Айе
А́йе (1877, с. Сешан — 1945, Уэлен, Чукотский национальный округ) — художник-косторез, один из первых мастеров Уэленской косторезной мастерской и профессиональных чукотских косторезов.

## Биография
Айе родился в 1877 году в селе Сешан Анадырского окружного управления. Жил в кочевьях в Чаунском районе, работал оленеводом. C 1929 года жил в посёлке Уэлен, занимался охотой на морского зверя, резьбой по кости.
Когда в 1931 году в Уэлене возникла косторезная мастерская, Айе стал одним из её первых мастеров.
В 1937 году работы художника экспонировались на выставке «Народное творчество» в Третьяковской галерее.
Айе работал в Уэленской мастерской до конца жизни. Умер в Уэлене в 1945 году.

## Творчество
Основные произведения художника представляют собой выполненные из моржового клыка одиночные скульптуры животных Чукотки — медведей, моржей, нерп и скульптурные композиции с изображениями езды на оленьих упряжках. Помимо скульптур Айе создавал декоративно-прикладные изделия — письменные принадлежности, мундштуки, пудреницы, шпильки.
Искусствоведы отмечают, что работ Айе сохранилось очень мало. Из созданных им декоративно-прикладных произведений историк искусства Чукотки Т. Б. Митлянская выделяет хранящуюся в Сергиево-Посадском государственном историко-художественном музее-заповеднике пудреницу, «украшенную миниатюрной скульптурой оленя».
По оценке искусствоведа:
Олень, с коротким туловищем, столбообразными ногами, большой головой, подкрашенными глазами, очень выразителен. Возможно, прошлое Айе-оленевода обусловливало его умение изображать оленей.
В Национальном художественном музее Республики Саха (Якутия) находится созданная Айе в последний год жизни многофигурная композиция из двух оленьих упряжек, «построенная на спокойном чередующемся ритме»:
Цветная гравировка подставки логично дополняет сюжетный мотив скульптурной группы, сообщая ей своеобразное изящество. Работа… выполнена в лучших традициях чукотской резьбы по кости.
По оценке историка А. И. Крушанова, Айе был одним из мастеров, «заложивших основы современного косторезного и гравировального искусства чукчей».

## Наследие и память
Работы художника находятся в Музее антропологии и этнографии Института этнологии РАН (Санкт-Петербург), Всероссийском музее декоративно-прикладного и народного искусства (Москва), музейном центре «Наследие Чукотки» (Анадырь), Сергиево-Посадском государственном историко-художественном музее-заповеднике и др.
Айе стал одним из героев документально-художественной книги историка-этнографа В. В. Леонтьева «Пора охоты на моржей» (1984).

## Комментарии
1. ↑  Первыми мастерами, стоявшими у истоков Уэленской косторезной мастерской и заложившими основы её традиций, стали  Хальмо, Аромке, Айе и Вуквутагин, позднее пришли Туккай и Вуквол[4].